# 이나사토촌 (나가노현 사라시나군)
이나사토촌(稲里村)은 나가노현 사라시나군에 설치되었던 촌이다. 현재의 나가노시에 해당한다.